# Club Dorothée
Club Dorothée was een populair Frans televisieprogramma voor jongeren. Het werd van 1987 tot 1997 uitgezonden op TF1. Het was een studioshow rond presentatrice Dorothée, met daarin variété, spelletjes, educatieve rubrieken en tussendoor heel wat tekenfilms.
Dorothée was het pseudoniem van Frédérique Hoschedé, een voormalige presentatrice van Récré A2 op Antenne 2. Bij de privatisering van de zender TF1 werd ze door die zender benaderd om er de dienst jeugdprogramma's te leiden. Hieruit ontstond het programma Club Dorothée, waarvan ze presentatrice werd. De eerst aflevering werd uitgezonden op 2 september 1987. De woensdagmorgen werd Dorothée Matin uitgezonden, de woensdagnamiddag Club Dorothée en op zondag Dorothée dimanche. Vanaf september 1988 werden alle uitzendingen uitgezonden onder de naam Club Dorothée. Ook begon men met uitzendingen op het eind van de namiddag op maandag, dinsdag, donderdag en vrijdag. Op termijn werden de afleveringen nog langer gemaakt, tot het programma wekelijks bijna 30 uur uitzendtijd haalde. Het programma werd geproduceerd door AB Productions en Dorothée werd bijgestaan door voormalige medepresentatoren van Récré A2 zoals Ariane, François, Jacky en Patrick. Op woensdag werd Dorothée ook bijgestaan door het orkest Les Musclés, dat later meerdere eigen albums zou uitbrengen en een sitcom draaien.
De tekenfilms in het programma waren in het begin vooral heruitzendingen, zoals Jem et les Hologrammes, Capitaine Flam, M.A.S.K., enz. In de loop van de jaren toonde het programma echter heel nieuwe wat Japanse animatiefilms (anime en tokusatsu), zoals Dragon Ball, Les Chevaliers du Zodiaque, Ranma ½, Bioman, Sailor Moon, Power Rangers, enz. Ook Europese en Franse tekenfilms werden getoond en AB Productions produceerde ook eigen reeksen. Zo werd in het begin Pas de pitié pour les croissants gemaakt, een sitcom met de presentatoren van Club Dorothée. Daarna volgden nog verschillende andere sitcoms, zoals Salut les Musclés (1989), Premiers Baisers (1991), Hélène et les Garçons (1992), Le Miel et les Abeilles (1992) en Les Filles d'à côté (1993). Er verschenen in de jaren 90 ook diverse andere programma's voor jongeren die buiten Club Dorothée vielen, maar er wel aan gelinkt waren. Normaal gezien werd opgenomen in de studio's van La Plaine Saint-Denis, maar tijdens de schoolvakantie trok men ook naar het buitenland.
Het programma werd bekeken door 75% van de jongeren en haalde een marktaandeel tussen de 55% en 65%, met pieken tot 86%. In 1989 lanceerde men het tijdschrift Dorothée Magazine waarin rubrieken uit het programma werden hernomen en waarin tekenfilms als stripverhaal verschenen. Het haalde oplages tot 150.000 exemplaren per week van 1989 tot 1997. In 1991 lanceerde men een gratis lidkaart van de Club Dorothée. In de zomer van 1997 telde men meer dan 700.000 leden.
In het voorjaar van 1997 werd het einde van Club Dorothée aangekondigd. AB Productions lanceerde een eigen satellietaanbod en werd zo concurrent van TPS. TF1 wilde niet met deze nieuwe concurrent samenwerken en het succesvolle programma werd beëindigd.